# Biblioteka Narodowa Króla Fahda
Biblioteka Narodowa Króla Fahda (arab: مكتبة الملك فهد الوطنية) – biblioteka narodowa w Rijadzie w Arabii Saudyjskiej.

## Historia
Projekt utworzenia biblioteki powstał w 1983, a został zrealizowany w 1986 roku. Dekretem królewskim z grudnia 1989 roku biblioteka stała się biblioteką narodową i jej zadaniem jest gromadzenie zbiorów związanych z islamskim dziedzictwem kulturowym oraz tworzenie baz bibliograficznych.
W 2003 roku ogłoszono konkurs na rozbudowę zbudowanego w latach 80. XX wieku budynku. Wygrała go niemiecka firma Gerber Architekten.

## Budynek
Biblioteka jest zlokalizowana niedaleko Al Faisalyah Center. Pierwotny budynek miał kształt krzyża. Projekt przebudowy i równocześnie powiększenia powierzchni biblioteki przygotowała niemiecka pracownia architektoniczna Gerber Architekten. Nowy budynek w kształcie kwadratu (o boku 120 metrów), z przeszklonymi ścianami otacza stary. Aby ograniczyć jego nagrzewanie architekci zabezpieczyli elewacje poprzez rozpięcie na stalowych linach specjalnych wykonanych z białej membrany siatek. Zburzono betonowy dach starego budynku i zastąpiono go przeszkloną konstrukcją ze szkła i metalu, zachowując jednocześnie charakterystyczną kopułę. Budynek o powierzchni 86.632m² oddano go do użytku w 2013 roku.
Budynek ma trzy piętra. Na parterze obok hallu umieszczono restaurację i księgarnię. Na pierwszym piętrze umieszczono czytelnię wyłącznie dla kobiet. Została ona oddzielona od reszty budynku i ma osobne wejście.

## Zbiory
Zbiory biblioteki  w 2017 roku liczyły 1 400 000 woluminów. W bibliotece jest przechowywanych 6000 rzadkich i cennych rękopisów. W tym pergaminowy egzemplarz Koranu napisany pismem kufickim z III wieku ery muzułmańskiej. Biblioteka digitalizuje najcenniejsze zbiory. Do 2020 roku zeskanowano 73 tysiące rękopisów.